# Baillargues

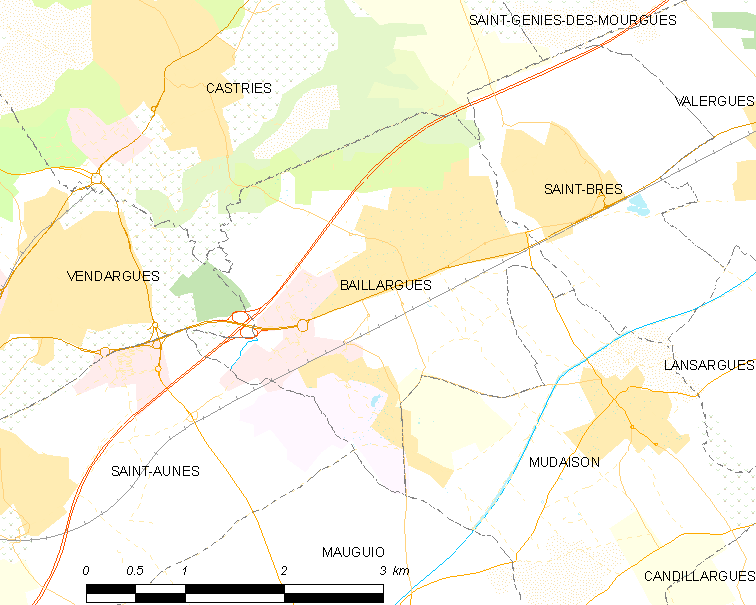
Mapa

 Baillargues es una población y comuna francesa, situada en la región de Occitania, departamento de Hérault, en el distrito de Montpellier y cantón del Crès.

## Demografía
| 1062 | 1279 | 1504 | 2632 | 4375 | 5842 | 6909 |
| Para los censos de 1962 a 1999 la población legal corresponde a la población sin duplicidades (Fuente: INSEE [Consultar]) |      |      |      |      |      |      |

## Hermanamientos
- Rocafort, España